# Trisopodoniscus abyssorum
Trisopodoniscus abyssorum är en kräftdjursart som beskrevs av M. Bourdon 1981. Trisopodoniscus abyssorum ingår i släktet Trisopodoniscus, ordningen gråsuggor och tånglöss, klassen storkräftor, fylumet leddjur och riket djur.
Artens utbredningsområde är havet kring Nya Zeeland. Inga underarter finns listade i Catalogue of Life.